# Camponotus leptocephalus
Camponotus leptocephalus é uma espécie de inseto do gênero Camponotus, pertencente à família Formicidae.